# Combiné nordique aux championnats du monde de ski nordique 1937
Pour des articles plus généraux, voir Championnats du monde de ski nordique 1937, Championnat du monde de combiné nordique et Combiné nordique en 1937.
Navigation
1935 1938
L'épreuve du combiné nordique des championnats du monde de ski nordique 1937 se déroule à Chamonix (France) du 16 février (ski de fond) au 17 février 1937 (saut à ski).
Vingt-deux athlètes sont engagés et finalement il y a dix-sept participants au départ. La course de ski de fond est remportée par le Norvégien Sigurd Røen qui devance de près de 3 min le Tchècoslovaque Gustav Berauer et un autre Norvégien Rolf Kaarby. Le concours de saut est dominé par les Norvégiens qui signent finalement un doublé dans le concours. Le Finlandais, Aarne Valkama est troisième. Le seul Français engagé, Raymond Berthet, a abandonné dans le 18 km et n'a donc pas participé au saut.
L'Auto considère que le concours s'est disputé dans l'indifférence générale en raison d'un règlement compliqué.

## Organisation

### Site

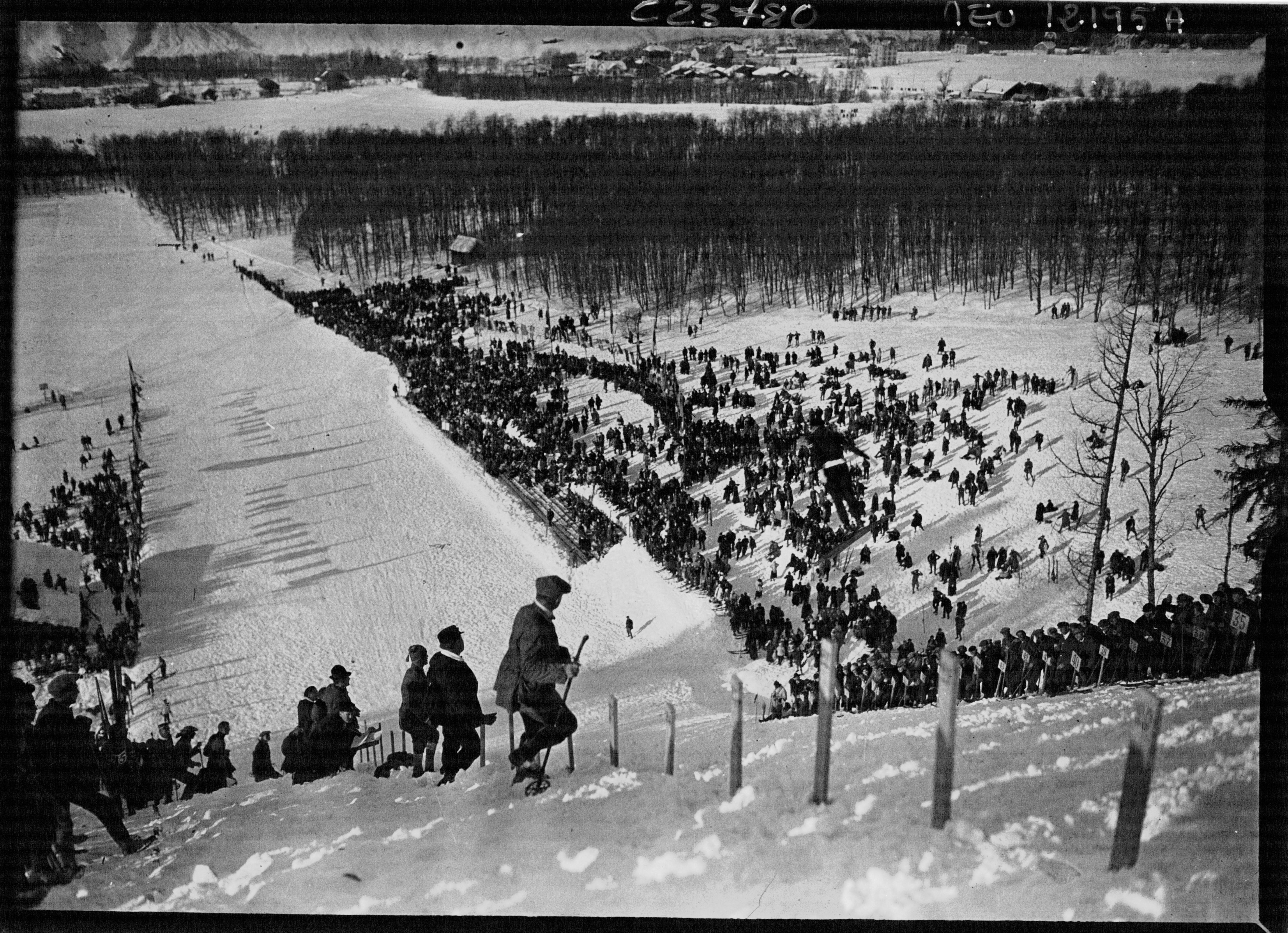
Le tremplin du Mont en 1924

La ville de Chamonix disposait depuis 1905 d'un tremplin. Cependant, celui-ci n'est pas assez grand pour les épreuves olympiques, ce qui oblige à en construire un autre. La construction débuta le 4 septembre 1923 au lieu-dit « Le Mont ». La construction coûta plus de 60 000 francs. Le tremplin accueilli lors des jeux olympiques d'hiver de 1924 les épreuves de saut à ski et de combiné nordique. Des travaux ont été réalisés sur le tremplin pour cette compétition ainsi que pour l'aire d'arrivée des épreuves de fond. Albert Benoist du Petit dauphinois présente le stade sous ces termes :

« Au point de vue de l'organisation un effort énorme a été accompli. Nous avons dit quelle transformation a subie le tremplin des Bossons. En ce qui concerne la piste d'arrivée des courses de fond, située en plein centre de Chamonix, près de la piste du téléski, l'organisation n'a pas été moins poussée. Des kilomètres de palissades délimitent les emplacements réservés au public et aux officiels. Des baraquements ont été construits pour servir de vestiaire aux coureurs, de poste de chronométrage, et de juges à l'arrivée. D'énormes tableaux noirs permettront au public de connaître aussitôt les résultats. De puissants haut-parleurs diffuseront, pour les spectateurs présents, les renseignements donnés par les différents postes téléphoniques disséminés tout au long du parcours, et reliés au poste central. Ces haut-parleurs sont d'ailleurs branchés sur d'autres haut-parleurs placés en différents points de la station, ce qui permettra à tout moment et dans tous les points de Chamonix de suivre le déroulement des épreuves. »

— Albert Benoist, Le Petit Dauphinois du 9 février 1937

### Calendrier
Les délégations arrivent plusieurs jours avant le début du championnat à Chamonix. Elles peuvent notamment s'entraîner sur les sites des compétitions. Le 8 février 1937 à l’occasion du championnat de France de ski, un relais est organisé en ski de fond et des coureurs du combiné tel que Sigurd Roen, Magnar Fosseide, Kaare Busterud et Rolf Kaarby y participent. Le même jour lors d'un entraînement, Magnar Fosseide chute à la réception d'un saut et finit à l’hôpital. Il souffre d'une commotion cérébrale ce qui l'empêche de participer à la compétition,. Les équipes de Suède, d'Italie et de Finlandais arrivent le 9 février à Chamonix. Les dossards pour le 18 km sont tirés le 9 février.
| Date            | Épreuve     | Horaire | Horaire |
| --------------- | ----------- | ------- | ------- |
| 16 février 1937 | Ski de fond | 8:00    |         |
| 17 février 1937 | Saut à ski  | 14:00   |         |

### Format de l'épreuve
Les épreuves de combiné nordique consistent en une course de ski de fond de 18 km (en style classique) puis d'un concours de saut à ski (deux sauts),.
L'athlète qui termine premier de l'épreuve de fond marque 240 points. Les athlètes suivants marquent un nombre de points plus faible en fonction de leurs temps (un point est retiré par dizaine de secondes de retard). Au saut à ski, la distance et les notes de styles permettent de donner un nombre de points aux athlètes. La somme des notes permet d'établir le classement final. Le journal L'Auto juge la formule compliquée pour le public et indique que c'est la raison pour laquelle l'épreuve a lieu dans « l'indifférence générale ».

## Compétition

### Athlètes participants et favoris
Les athlètes norvégiens en ski de fond et en combiné sont différents de ceux qui ont participé Jeux olympiques d'hiver de Garmisch en 1936. Cependant, ils restent les favoris,. Les Finlandais sont considérés comme des outsiders notamment en raison de leur niveau en ski de fond et de leur progrès en saut à ski,. Lauri Valonen et Stanisław Marusarz, respectivement 4e et 7e sur le combiné nordique aux Jeux olympiques de 1936 sont attendus par les médias.

### Résumés des épreuves

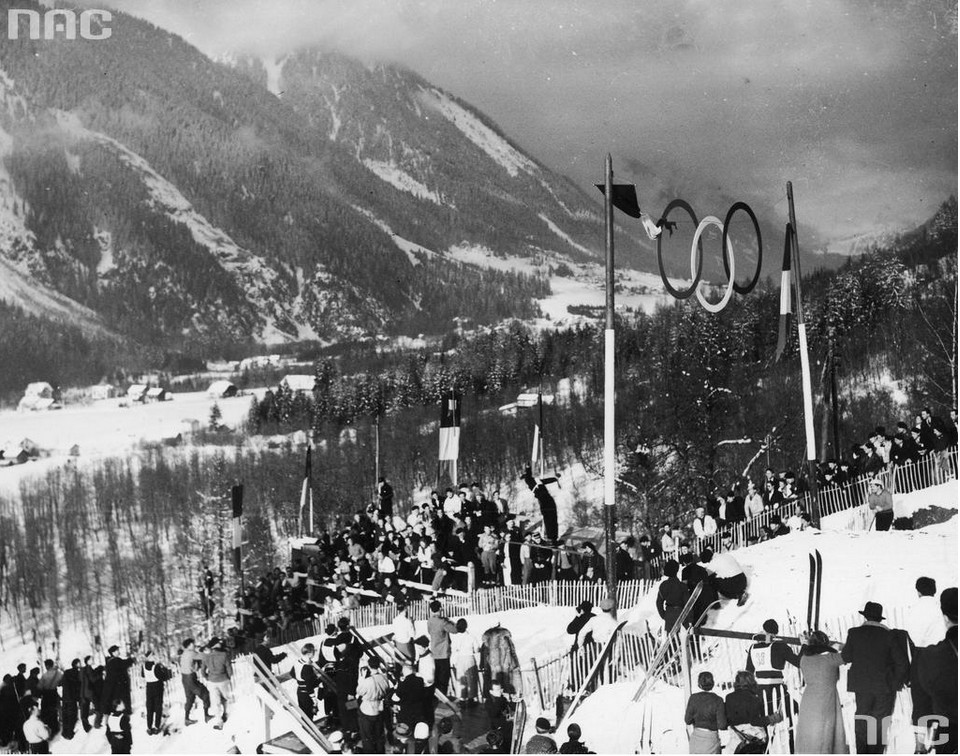
Un saut lors des championnats du monde 1937

L'épreuve de ski de fond a lieu en même temps que le 18 km. Cette épreuve débute le 16 février 1937 et les concurrents s’élance toutes les 30 secondes. En raison de plusieurs chutes à l'entraînement, Lauri Valonen, blessé à une cheville, doit abandonner. Le seul français engagé, Raymond Berthet, abandonne également. Lars Bergendahl, les Suédois et les Finlandais font figure de favoris du 18 km mais ne participe pas au combiné. Sigurd Roen devance de près de 3 min son poursuivant le Tchécoslovaque, Gustav Berauer. Malgré la première place de Sigurd Roen, les Norvégiens sont jugés moins dominateurs qu'attendus et ils doivent briller lors du saut s'ils veulent dominer le classement final. L'Auto juge, après le fond, que Rolf Kaarby est le mieux placé pour la victoire finale devant Aarne Valkama et Kaare Busterud. Les Suisses sont également attendus. Gustav Berauer, 2e espère rester sur le podium.
L'épreuve a lieu au tremplin olympique du Mont l'après-midi du 17 février 1937. Dès le début du concours, le Tchécoslovaque, Jan Kovar, chute et abandonne. Les Norvégiens brillent lors de cette épreuve. Ils terminent en effet aux trois premières places. L'épreuve est remportée par Per Fossum qui effectue 54 et 55,5 m lors de ces deux sauts. Douzième du combiné après l'épreuve de fond, il remonte en finalement 6e position,. Per Fossum participe à plusieurs épreuves de ces championnats du monde en alpin et en nordique où il a obtenu de bonnes performances. Il est jugé « le coureur le plus complet des championnats » et également « infiniment sympathique ». Derrière lui, Rolf Kaarby, également entraîneur de l'équipe de France de ski de fond et de saut, termine 2e du concours. Kaare Busterud réalise lors de son deuxième saut 57 m ce qui est le plus long saut de l'épreuve. Sigurd Roen assure ses sauts et se contente de la cinquième place du concours,. Le second perdant du concours de saut est le Suisse, Ernest Berger (en), cinquième après le fond et qui termine finalement dixième. Hors concours, Birger Ruud, le vainqueur du saut a réalisé 68,0 m,.
Sigurd Roen remporte le titre du combiné qui est le titre le plus envié dans les pays scandinaves. Il remporte sa deuxième médaille d'or de la compétition après le relais de ski de fond et Il devance Rolf Kaarby et Aarne Valkama. En raison d'un concours de saut décevant, Gustav Berauer rétrograde à la 5e place,. La Fédération française de ski juge le résultat des français insuffisant et l'entraîneur Rolf Kaarby est remplacé par Léonce Crétin. Le premier polonais, Bronisław Czech, termine 7e.

## Palmarès
| Épreuves                         | Or          | Or           | Argent      | Argent       | Bronze        | Bronze       |
| -------------------------------- | ----------- | ------------ | ----------- | ------------ | ------------- | ------------ |
| Individuel m résultats détaillés | Sigurd Røen | 441,1 points | Rolf Kaarby | 429,2 points | Aarne Valkama | 412,1 points |

## Résultats
| Rang | Athlètes                       | Ski de fond     | Ski de fond | Ski de fond | Saut à ski    | Saut à ski    | Saut à ski    | Points m totaux |
| Rang | Athlètes                       | Temps           | Points      | Rang        | Sauts         | Points        | Rang          | Points m totaux |
| ---- | ------------------------------ | --------------- | ----------- | ----------- | ------------- | ------------- | ------------- | --------------- |
| 1    | Sigurd Røen                    | 1 h 15 min 04 s | 240,0       | 1           | 49,5 m 55,5 m | 201,10        | 5             | 441.10          |
| 2    | Rolf Kaarby                    | 1 h 18 min 46 s | 219         | 3           | 55,0 m 55,5 m | 210,20        | 2             | 429.20          |
| 3    | Aarne Valkama                  | 1 h 20 min 01 s | 211,5       | 4           | 48,0 m 53,0 m | 200,60        | 6             | 412.10          |
| 4    | Kaare Busterud                 | 1 h 21 min 37 s | 202,5       | 6           | 52,0 m 57,0 m | 204,20        | 3             | 406.70          |
| 5    | Gustav Berauer                 | 1 h 18 min 00 s | 222         | 2           | 40,0 m 49,5 m | 177,20        | 14            | 399.20          |
| 6    | Per Fossum                     | 1 h 25 min 53 s | 180,0       | 11          | 54,0 m 55,5 m | 214,30        | 1             | 394.25          |
| 7    | Bronisław Czech                | 1 h 23 min 35 s | 192,14      | 9           | 48,5 m 55,5 m | 201,90        | 4             | 394.04          |
| 8    | Hallstein Sundet               | 1 h 22 min 13 s | 199,5       | 8           | 51,5 m 53,0 m | 192,00        | 9             | 391.50          |
| 9    | František Šimůnek              | 1 h 21 min 53 s | 201,0       | 7           | 47,0 m 49,5 m | 187,70        | 10            | 388.70          |
| 10   | Ernest Berger (en)             | 1 h 21 min 11 s | 205,5       | 5           | 44,0 m 48,0 m | 181,10        | 11            | 386.60          |
| 11   | Rudolf Vrána (pl)              | 1 h 25 min 57 s | 180,0       | 12          | 58,0 m 48,0 m | 196,50        | 8             | 376.50          |
| 12   | Willy Bernath                  | 1 h 24 min 42 s | 186,0       | 10          | 45,0 m 47,0 m | 180,80        | 12            | 366.80          |
| 13   | Oswald Julen                   | 1 h 26 min 30 s | 177,0       | 13          | 45,5 m 48,5 m | 178,10        | 13            | 355.10          |
| 14   | Andrzej Marusarz               | 1 h 37 min 59 s | 120,0       | 15          | 51,0 m 50,5 m | 198,10        | 7             | 318,10          |
| —    | Jan Kovar                      | 1 h 30 min 43 s | 156,0       | 14          | Chute 41,0 m  | Non classé    | Non classé    | Non classé      |
| —    | Raymond Berthet                | Pas terminé     | Pas terminé | Pas terminé | Pas participé | Pas participé | Pas participé | Pas participé   |
| —    | Lauri Valonen                  | Pas terminé     | Pas terminé | Pas terminé | Pas participé | Pas participé | Pas participé | Pas participé   |
| —    | Magnar Fosseide                | Non partant     | Non partant | Non partant | Non partant   | Non partant   | Non partant   | Non partant     |
| —    | Stanisław Marusarz             | Non partant     | Non partant | Non partant | Non partant   | Non partant   | Non partant   | Non partant     |
| —    | Jan Bochenek                   | Non partant     | Non partant | Non partant | Non partant   | Non partant   | Non partant   | Non partant     |
| —    | Marian Woyna-Orlewicz (en)     | Non partant     | Non partant | Non partant | Non partant   | Non partant   | Non partant   | Non partant     |
| —    | Izydor Gąsienica-Łuszczek (pl) | Non partant     | Non partant | Non partant | Non partant   | Non partant   | Non partant   | Non partant     |

## Tableau des médailles
| Rang  | Nation   | Or | Argent | Bronze | Total |
| ----- | -------- | -- | ------ | ------ | ----- |
| 1     | Norvège  | 1  | 1      | 0      | 2     |
| 2     | Finlande | 0  | 0      | 1      | 1     |
| Total | Total    | 1  | 1      | 1      | 3     |